# 10106 Lergrav
A 10106 Lergrav (ideiglenes jelöléssel 1992 EV15) a Naprendszer kisbolygóövében található aszteroida. Az UESAC program keretében fedezték fel 1992. március 1-jén.